# رود پینه‌گا
رود پینه‌گا رودی است که به رود دوینای شمالی می‌ریزد. این رود از کشور روسیه می‌گذرد و طول آن ۷۷۹ کیلومتر (۴۸۴ مایل) است.